# Priest (película de 2011)
Priest (El sicario de Dios en España y Priest: El Vengador en Hispanoamérica) es una película estrenada en 2011, dirigida por Scott Stewart y protagonizada por Paul Bettany, Cam Gigandet, Karl Urban, Maggie Q y Lily Collins. Basada en el manhwa (cómic coreano homónimo), la película empezó a desarrollarse en 2005, cuando Screen Gems compró el guion de Cory Goodman. Un año más tarde, Andrew Douglas sería el director y Gerard Butler su protagonista. En 2009, el director pasó a ser Stewart, su protagonista Bettany y comenzó el rodaje en Los Ángeles (California). Su fecha de estreno varió mucho, en principio para poder ser estrenada en 3D. En una entrevista en Priest: Volume 3, su autor (Hyung Min-woo) dijo que el manhwa fue inspirado por el videojuego Blood.
La película es una adaptación de Centauros del desierto sustituyendo a los indios por vampiros. Tanto la historia como los nombres de algunos personajes, como Lucy, son calcados del western de John Ford.

## Sinopsis
En el futuro, la guerra entre humanos y vampiros ha devastado al mundo a favor de los últimos. La Iglesia, encarnación de la Iglesia católica, creó una organización élite de guerreros espirituales, entrenados en todas las formas de combate cuerpo a cuerpo y de armas llamada "Sacerdotes", capaces de matar vampiros con sus extraordinarias habilidades de pelea. La mayoría de los vampiros fueron asesinados por estos guerreros, mientras los sobrevivientes fueron aislados en reservaciones alejadas del contacto humano. Como medida de protección, la Iglesia creó ciudades fortificadas y protegidas para los humanos. Al no requerir más de los servicios de los Sacerdotes, y temerosa del poder que habían creado en ellos, la Iglesia los disolvió para que se integraran nuevamente en la sociedad.
Un día un sacerdote no identificado, es abordado por Hicks, el sheriff de un pueblo cercano. Hicks le dice que su hermano Owen fue herido de muerte, su cuñada (y exnovia, Shannon) fue asesinada por vampiros y la sobrina del Sacerdote ha sido secuestrada. Hicks le pide al Sacerdote su asistencia para seguir a Lucy. El sacerdote va contra los deseos del Monseñor Orelas, el líder de la Iglesia, para hacerlo. El Monseñor Orelas envía a un grupo de cuatro Sacerdotes liderados por Sacerdotisa para capturarlo y traerlo de nuevo, vivo o muerto.
Después de decirle adiós a su hermano moribundo, Sacerdote y Hicks llegan a una reserva de vampiros, donde descubren que los vampiros se han refugiado en Mira Sola. Mira Sola es un hervidero de vampiros, donde Sacerdote perdió a varios de sus amigos en una misión fallida. Allí, son unidos por Sacerdotisa, que decide ayudarlo porque ella está enamorada de él. El grupo descubre que los vampiros están utilizando trenes para viajar, lentamente acumulando un nuevo ejército e intentando atacar la ciudad, asesinado a los sobrevivientes y destruyendo a la Iglesia. También descubren que los habitantes de Mira Sola han hecho túneles a la ciudad de Jericho, donde los otros Priests han sido enviados por Sacerdotisa.
Una vez en Jericho, los otros Sacerdotes se enfrentan con Black Hat, que fue uno de los Sacerdotes que se cree muerto en la misión fallida en Mira Sola. Black Hat le pide a los tres Sacerdotes en convertirse en uno de la familia de vampiros, pero los crucifica cuando se niegan, dejando sus cuerpos colgando en cruces. Black Hat y su ejército de vampiros luego proceden en matar a toda la ciudad. Después que Sacerdote, Sacerdotisa y Hicks descubren los cadáveres de los tres Sacerdotes, descubren el tren de Black Hat y los siguen, finalmente llegando a su tren junto con los otros vampiros.
Mientras Sacerdotisa planta una bomba en las vías del tren para detenerlo, Sacerdote y Hicks suben al tren y enfrentan a Black Hat y a los vampiros y familiares (personas infectadas por un patógeno que los hace serviles a los vampiros). Black Hat domina a Sacerdote y Hicks. Black Hat revela que la vampiresa Reina le dio su sangre, convirtiéndolo en el primer humano-vampiro híbrido. Le pide a Sacerdote que se una a él. Sacerdote se niega y pelea con Black Hat, que revela la verdad de la paternidad con Lucy. Después que los explosivos son dañados en una pelea con los familiares, Sacerdotisa pone una bomba en su moto y la choca con el tren. La explosión asesina a los vampiros e incinera a Black Hat, pero Hicks, Sacerdote, y Lucy pueden escapar.
Sacerdote regresa a la ciudad y enfrenta al Monseñor Orelas, diciéndole del tren quemado que contenía cuerpos de vampiros, que lo demuestra al tirar una cabeza de vampiro en el suelo. Monseñor Orelas cree que la guerra ha terminado y que la prueba de Sacerdote es un engaño; Sacerdote le dice que sólo está comenzando. Monseñor Orelas y Sacerdote están en desacuerdo cuando Sacerdote se va, Sacerdote negándose a escuchar a Monseñor Orelas mientras se va. Una vez que deja la ciudad y se encuentra con Sacerdotisa, ella revela que los otros Sacerdotes han sido notificados y que se reunirá en una cita. Sacerdote se pone en marcha con Sacerdotisa para encontrarse con los otros Sacerdotes.

## Elenco
- Paul Bettany como Priest.
- Karl Urban como Black Hat.
- Cam Gigandet como Hicks.
- Maggie Q como Priestess.
- Lily Collins como Lucy Pace.
- Stephen Moyer como Owen Pace.
- Christopher Plummer como Monseñor Orelas.
- Brad Dourif como Vendedor.
- Alan Dale como Monseñor Chamberlain.
- Madchen Amick como Shannon Pace.
- Dave Florek como Porter.

|               |               |             |
| Paul Bettany. | Cam Gigandet. | Karl Urban. |

## Producción
La película es dirigida por Scott Stewart y escrita por Cory Goodman. La película está basada en el cómic Coreano Priest por Min-Woo Hyung. El proyecto fue anunciado por primera vez en marzo de 2005 cuando el estudio Screen Gems compró el guion de Goodman. En enero de 2006, Andrew Douglas, que dirigió The Amityville Horror, fue el encargado de dirigir Priest. En junio de 2006, el actor Gerard Butler entró en negociaciones para protagonizar como el personaje principal, y la filmación estaba programada para comenzar en México el 1 de octubre de 2006. En marzo de 2009, Douglas fue reemplazado por Stewart, que impresionó a Screen Gems con Legion. Paul Bettany reemplazó a Butler en el papel protagónico. Con un presupuesto de $60 millones, la filmación comenzó en agosto de 2009 en Los Ángeles, California, y concluyó en noviembre de 2009. La película es la producción más cara de Screen Gems hasta la fecha.
Tokyopop voló a Min-Woo Hyung a donde se estaba haciendo la producción así el creador del cómic podía visitar el departamento de arte y discutir la película con Stewart. La película se aparta de los cómics al seguir una historia diferente de eventos. El director describió a los vampiros Priest como no siendo humanos en el origen, y los humanos mordidos por vampiros se convirtieron en familiares. Hay muchas formas diferentes de vampiros. Ya que se intentaba que los vampiros se movieran rápidamente, fueron generados totalmente por computadora. Stewart dijo, "Son el enemigo que no entendemos, pero peleamos contra ellos durante siglos. Son misteriosos y exóticos, con su propia cultura. Tú sientes que ellos piensan y se comunican, pero realmente no entiendes lo que están diciendo." 

## Lanzamiento
Priest fue estrenada en Estados Unidos y Canadá el 13 de mayo de 2011. La fecha de lanzamiento de la película fue cambiada varias veces en 2010 y 2011. Fue programada al principio para el 1 de octubre de 2010, pero luego se cambió al 27 de agosto de 2010 para llenar una ranura de fin de semana cuando otra película de Screen Gems, Resident Evil: Afterlife, fue aplazada. Cuando los realizadores de la película querían convertir Priest de 2D a 3D, la película fue cambiada al 14 de enero de 2011. Fue retrasada de nuevo para el 13 de mayo de 2011, así la película puede atraer público durante el verano. Ha sido clasificada PG-13.
Priest fue lanzada fuera de Estados Unidos y Canadá el 6 de mayo de 2011 en cuatro mercados. Recaudó un estmado de $5.6 millones en todo el fin de semana, con "debuts decentes" de $2.9 millones en Rusyia y $1.8 millones en España. Tuvo un pobre desempeño en Reino Unido con $700,000. La película fue lanzada en Estados Unidos y Canadá el 13 de mayo de 2011 en 2,864 cines con 2,006 pantallas 3D. Recaudó un estimado de $14.5 millones en todo el fin de semana, estando cuarto en la taquilla. Su rendimiento fue considerado mediocre con comparación a películas similares como Underworld y Resident Evitl. e A partir del 23 de mayo, Priest ha recaudado un estimado de $24,4 millones en Estados Unidos y Canadá y $37.6 millones en otros territorios teniendo un total en todo el mundo de $62 millones.

## Críticas
Priest recibió críticas negativas por los críticos. Rotten Tomatoes le dio un 17% basado en comentarios de 69 críticos e informa un promedio de calificación de 4 sobre 10. 
Informó el consenso general, "Priest es ciertamente elegante y con estilo, pero esas cualidades se pierden en lo aburrido, derivados de mezcla de ciencia ficción, acción, y clichés de terror."
En Metacritic, que le da 100 de comentarios de la prensa convencional, la película recibió una puntuación media de 41 sobre la base de 13 comentarios.